# 임시 키 무결성 프로토콜
임시 키 무결성 프로토콜(Temporal Key Integrity Protocol, TKIP)은 IEEE 802.11의 무선 네트워킹 표준으로 사용되는 보안 프로토콜이다. TKIP는 IEEE 802.11i의 작업 그룹과 와이파이 얼라이언스에서 WEP를 하드웨어의 교체 없이 대체하기 위해 고안되었다. 이것은 WEP의 취약점으로 인해서 와이파이 네트워크간의 LAN과 같은 보안을 제공하지 못한 채 방치된 것과, 이미 많이 사용되고 있는 하드웨어에 대한 대안으로서 필수적이었다. 이 프로토콜이 도입된 이유는 WEP의 취약점으로 인해서 믿을만한 무선 네트워크 보안이 Link-layer수준에서 사라졌기 때문이고, 또 이미 배포된 하드웨어에 대한 해결책이 필요했기 때문이다.

## 배경
2002년 10월 31일, 와이파이 얼라이언스에서 TKIP를 WPA의 부분으로서 발표했다. IEEE에서는 2004년 7월 23일에 IEEE-802.11i-2004를 발표했을때, 802.1X와 AES 기반의 CCMP와 같은 탄탄한 기반과 함께 마지막 버전의 TKIP도 같이 발표하였다. 와이파이 얼라이언스에서는 이런 조건들을 모두 충족시키는 것들을 WPA2로 홍보하였다.
TKIP는 2009년 6월에 IEEE에서 도태되었다.

## 기술 설명
관련된 TKIP와 표준 WPA와 함께, WEP의 보안 취약점에 관련된 3개의 보안적인 보충점을 제시했다. 첫 번째로, WEP에서는 단지 초기화 벡터를 간단히 루트 키와 연결해서 RC4로 넘겼다. 이는 RC4기반의 WEP보안에서 다양한 키 공격을 가능하게 했다. 그러한 면과 비교해서 TKIP는 RC4초기화로 넘어가기 전에 비밀키와 초기화 벡터를 이용하여 기본적인 임의 암호 방식을 보충했다. 두 번째로, WPA에서 반복적 공격방법을 방지하기 위해 순차적인 카운터를 보충하였다. 잘못된 패킷이라는 신호를 받게 되면, 그 신호는 AP(액세스 포인트)에서 무시하게 된다. 마지막으로, TKIP는 64비트 크기의 문장 체크 기능을 추가했다.
기존의 WEP기능을 가진 하드웨어에서 약간의 업그레이드를 통해 새로운 보안기능을 지원하기 위해서, TKIP는 RC4방식을 암호화 방식으로 이용한다.
TKIP는 또한 키를 바꾸는 방식도 지원한다. TKIP는 모든 데이터 패킷을 임의의 암호화 키를 이용해서 전송되는 것을 보장한다.
보안 키를 섞는 것은 공격자에게 대체로 암호화된 키를 해독하기 어려울 정도로 적은 데이터만을 주는 방식으로 키를 해독하기 어렵게 한다. WPA2는 무결성을 확인하는 MIC라는 새로운 메시지를 보충했다. 메시지의 무결성 확인은 위조된 패킷을 수용하는 것을 막는다. WEP에서는 심지어 메시지가 해석되지 않았더라도 그 패킷 안의 내용을 아는 사람은 그 패킷을 바꿔치기 할 수 있었다.

## 보안
TKIP는 WEP와 기본을 공유하기 때문에, 결과적으로 몇몇 비슷한 공격에 대해 취약점을 나타낸다. 메시지 무결성 확인, 패킷 키 해싱 등 여러 가지 공격방법은 더 이상 통하지 않는다. 또한 키를 섞는 방식의 도입은 WEP에서의 키 복원 공격을 무력화시킨다. 이러한 변화에도 불구하고, 새롭고 더 좁은 방법의 공격방법은 막을 수 없다.

### Beck-Tews 공격
TKIP는 keystream 복원 공격에 취약하다. 먄약 이 공격이 성공적으로 실행된다면, 공격자는 공격자의 선택에 따라 7-15개의 패킷을 네트워크에 보낼 수 있다. TKIP만을 특정목표한 공개적인 공격방법은 Pairwise Master Key나 the Pairwise Temporal Keys를 드러내지 않는다. 2008년 11월 8일에, Martin Beck과 Erik Tews는 공격방식에 대한 자세한 보고서를 발표하였다.
이 공격방식은 WEP의 chop-chop 공격방식의 확장이다.

### Ohigashi-Morii 공격
Beck-Tews공격에 기반하여 일본인 연구자인 Toshihiro Ohigashi와 Masakatu Morii가 원래의 공격보다 더 간단하고 빠른 방식을 고안했다. 이 방식은 원래의 방식을 최적화했지만, man-in-the-middle공격방식을 사용하며, QoS가 작동되는 취약점이 있는 AP가 필요하지 않다.
Beck-Tews공격과 같이, 이 공격은 단지 TKIP에만 유효하며, WPA의 AES기반 보안에는 효과가 없다.

## 현재 상태
2010년 6월 18일 ZDNet에 따르면, WEP와 TKIP는 와이파이 얼라이언스에 의해 곧 와이파이 장비에 대한 탑재가 중단될 예정이다.

## 같이 보기
- WPA
- 와이파이
- 와이파이 얼라이언스
- WEP